# Санта Марија (Калифорнија)
Санта Марија (енгл. Santa Maria) град је у америчкој савезној држави Калифорнија. По попису становништва из 2010. у њему је живело 99.553 становника.

## Демографија
Према попису становништва из 2010. у граду је живело 99.553 становника, што је 22.130 (28,6%) становника више него 2000. године.
| Група             | 2000.          | 2010.          |
| Белци             | 24.742 (32,0%) | 21.626 (21,7%) |
| Афроамериканци    | 1.449 (1,9%)   | 1.656 (1,7%)   |
| Азијати           | 3.673 (4,7%)   | 5.054 (5,1%)   |
| Хиспаноамериканци | 46.196 (59,7%) | 70.114 (70,4%) |
| Укупно            | 77.423         | 99.553         |